# Living in a Dream (musikalbum)
Living in a Dream är ett album utgivet 1997 av den svenska popgruppen One More Time. Alla utom en av låtarna på detta album är engelska versioner av låtar gruppen hade med på det svenskspråkiga albumet Den vilda 1996. Enda undantaget är titelspåret Living in a Dream som är mer känt med svensk text, då med titeln Det vackraste och framförd och inspelad av Cecilia Vennersten. Sången skrevs av One More Time och framfördes av Cecilia i Melodifestivalen 1995 där den kom på andra plats. 
Den enda låt som inte fick vara med från den svenska versionen av albumet var låten Huset.
Spåret The Wilderness Mistress är en engelskspråkig version av gruppens egna Melodifestivalsbidrag från 1996; Den vilda. 
Albumet gavs initialt ut endast i Tyskland, men har senare även hittat till den svenska marknaden, denna gång med några ändringar; en ny bild på baksidan, omordnad text på framsidan, och nytt utseende av själva skivan. Innehållet är dock detsamma på båda versioner.

## Låtlista
1. Living in a Dream (Det Vackraste)
2. The Wilderness Mistress (Den Vilda)
3. Putting on the Charm (Kvarnen)
4. You Will Never Be Alone (Skuggan Bakom Dig)
5. Invaluable (De Oskattbara)
6. The Maze (Labyrinten)
7. Milky Way (Vintergatan)
8. The Whole Quilt All to Myself (Hela Täcket För Mig Själv)
9. The Pied Piper (Råttfångar'n)
10. Crossroads (Vägskälet)
11. The Wilderness Mistress - Rapids in Springtime (Den Vilda - Forsen Om Våren)